# Fedora (film)
Fedora – francusko-niemiecki melodramat z 1978 roku w reżyserii Billy’ego Wildera. Zdjęcia plenerowe kręcono w Grecji (wyspy Korfu i Madouri) oraz we Francji (Paryż).

## Fabuła
Przeżywający kryzys producent filmowy Barry Detweiler próbuje namówić dawną gwiazdę kina do powrotu na duży ekran. Chce w ten sposób, by obydwoje trafili ponownie na szczyt. Jednakże żyjąca z dala od jupiterów aktorka bardzo chroni swoją prywatność i dostęp do niej jest utrudniony. Gdy kobieta popełnia samobójstwo, Detweiler nie daje temu wiary i rozpoczyna prywatne śledztwo.

## Obsada
- William Holden jako Barry „Dutch” Detweiler
- José Ferrer jako doktor Vando
- Marthe Keller jako Fedora / Antonia Sobryanski
- Frances Sternhagen jako Panna Balfour
- Mario Adorf jako szef hotelu
- Hans Jaray jako książę Sobryanski
- Gottfried John jako Kritos

i inni